# Thrombus
 (avril 2020).
Si vous disposez d'ouvrages ou d'articles de référence ou si vous connaissez des sites web de qualité traitant du thème abordé ici, merci de compléter l'article en donnant les références utiles à sa vérifiabilité et en les liant à la section « Notes et références ».

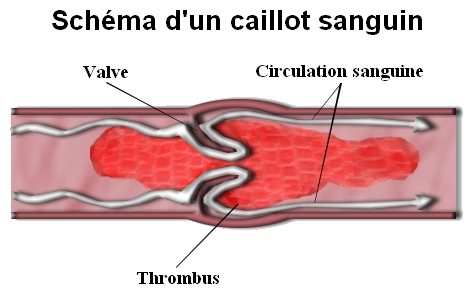
Un caillot sanguin, ici formé sur une valve.

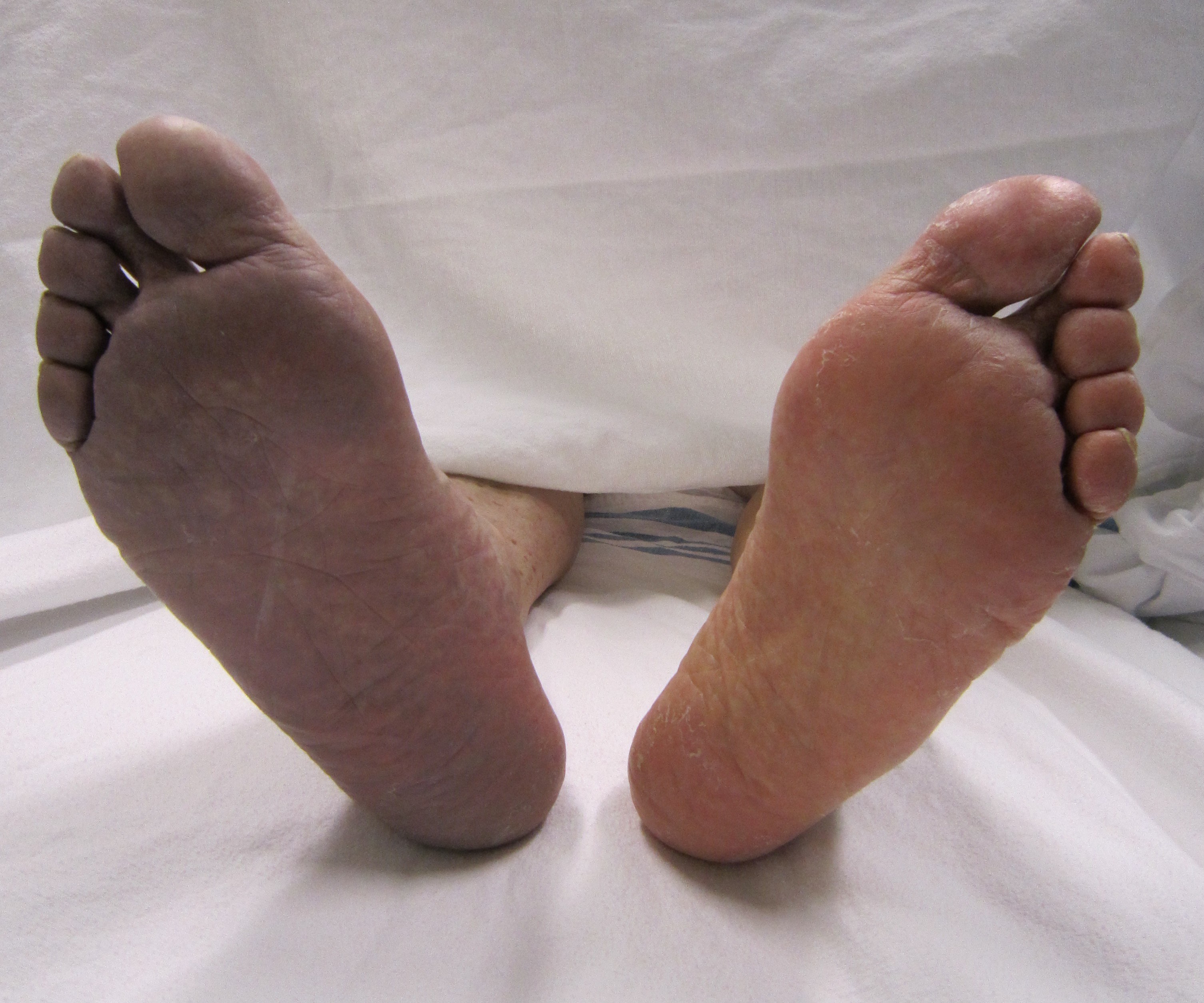
Exemple de thrombose (artérielle) sur le pied droit du patient (à gauche de l'image).

Un thrombus est le produit final de la coagulation sanguine, par l'agrégation plaquettaire et l'activation du système de coagulation humorale. La thrombose consiste en la formation d'un thrombus obturant un vaisseau sanguin. Dans une terminologie non médicale, il s'agit d'un « caillot », mais ce dernier n'implique pas forcément qu'il se situe dans un vaisseau sanguin. Il doit être différencié de l'hématome, collection de sang, pouvant être coagulé ou non, et se situant en dehors des vaisseaux sanguins. 
Le thrombus peut se développer dans la circulation veineuse et donner lieu à une thrombose veineuse, ou dans la circulation artérielle et entraîner une occlusion artérielle avec ischémie voire infarctus. Son détachement et sa migration sont appelés embolies et entraînent fréquemment embolie pulmonaire ou accident vasculaire cérébral.

## Facteurs favorisant la création d'un thrombus
Ils sont donnés par la triade de Virchow.
On peut noter les facteurs suivants, chacun favorisant un ou plusieurs facteurs de la triade de Virchow :
- lésion endothéliale : plaque d'athérosclérose, dysfonction endothéliale ;
- stase ou turbulence sanguine : immobilisation prolongée, varices, compression extrinsèque sur la veine, insuffisance cardiaque, fibrillation atriale (dans ce cas le sang stagne dans les oreillettes), etc. ;
- hypercoagulabilité du sang : déficit héréditaire en inhibiteurs de la coagulation (antithrombine, protéine C, protéine S), grossesse, cancer, syndrome des antiphospholipides ;
- tabac ;
- certaines pilules contraceptives pourraient également faire courir ce risque à leurs utilisatrices[2].

## Évolution d'un thrombus
Le thrombus peut : 
- se dissoudre spontanément et disparaître par fibrinolyse naturelle, processus enzymatique ;
- se détacher de son lieu de naissance et migrer dans le sens du courant sanguin jusqu'à ce qu'il soit bloqué, formant une embolie (appelé embolie cruorique dans ce cas) ;
- s'organiser en changeant de structure : des cellules fibroblastiques l'envahissent le transformant en une pelote fibreuse définitive après dégradation des cellules sanguines ;
- se calcifier.

## Sortes de thrombus
- Thrombus blanc : thrombus contenant des plaquettes et des leucocytes.
- Thrombus rouge : thrombus contenant des globules rouges et des plaquettes dans un réseau de fibrine (formé à partir du thrombus blanc).
- Thrombus artériel
- Thrombus veineux
- Thrombus mural : thrombus dans les cavités du cœur ou dans la lumière de l'aorte. Habituellement attachés au mur (à la paroi) de la structure.
- Thrombus mixte : corps composé de stries de Zahn, d'une tête et d'une queue (coagulum fibrino-cruorique).
- Thrombus pariétal, au niveau des grosses artères et du cœur.
- Thrombus oblitérant, au niveau des petits vaisseaux et des veines.

## Symptômes
Les symptômes sont variables en fonction de la zone atteinte,:
- Douleurs thoracique
- Dyspnée
- Chaleur, rougeur, gonflement
- Paleur
- Froid au touché
- Faiblesse ou engourdissement d'un côté du corps
- Douleurs abdominales
- Nausée
- Transpiration excessive
- sang dans les selles

## Diagnostics
Les tests diagnostics sont variables en fonction de la zone atteinte mais les examens cliniques, biologique et imageries guident ce processus

### Thrombose veineuse
Un médecin peut effectuer une échographie ou une phlébographie. Il est possible d'évaluer le taux de D-dimères dans le sang. Concernant le dosage des D-dimère, sa valeur seuil est de 500µg/L mais sa spécificité diminue avec l'âge. La formule (âge x 10) permet d'adapter le seuil en fonction de l'âge afin d'être plus spécifique.

## Traitement
Le traitement fera appel à des anticoagulants ou des thrombolytiques. Dans certains cas, notamment pour les thromboses artérielles,  peut être proposée une angioplastie ou une thrombo-aspiration.